# GESA
GESA és una empresa fundada a Palma l'any 1927 a partir de la fusió entre la Companyia Mallorquina d'Electricitat i la Societat d'Enllumenat per Gas Societat Anònima, dedicada a la producció i comercialització d'electricitat.

## Orígens i fundació
L'any 1857 es va constituir la Societat d'Enllumenat per Gas a Palma, que l'any 1959 començà a oferir el servei de gas pel consum domèstic a Mallorca, d'acord amb l'etapa de desenvolupament de l'enllumenat públic, l'aparició de l'electricitat i els seus usos convencionals, i la irrupció de la tecnologia industrial de tracció elèctrica que es va viure fins a les primeres dècades del segle xx.
L'electrificació a Balears va ser un fenomen tardà, ja que Palma no va ser electrificada fins al 1903, després de la fundació de la Companyia Mallorquina d'Electricitat. És a partir d'aquesta data que el servei elèctric va anar arribant a poc a poc a les viles i ciutats de les Balears. En tot aquest procés es constituïren fins a 59 societats amb l'objecte de produir i comercialitzar electricitat. GESA va néixer l'any 1927 de la fusió de la Societat d'Enllumenat per Gas Societat Anònima i la Companyia Mallorquina d'Electricitat.

## Absorció de la resta de companyies
En la seva primera època va estar molt vinculada a Joan March i Ordinas i després va ser adquirida per la companyia americana United Utilities and Service Corporation. Fins al 1930 absorbí bona part de les principals companyies elèctriques de Mallorca (La Propagadora Balear el 1928 i Energia Manacorina Societat Anònima el 1929). A començos dels anys trenta va ser controlada per Consolidated Electric and Gas Company. Durant la Segona Repúblicà visqué un període de crisi degut a la manca de potència per a proveir d'energia la demanda mallorquina. L'associacionisme obrer dins l'empresa es vehiculà a través de la societat El Progrés. Les dificultats s'agreujaren amb la Guerra Civil. La postguerra fou un temps de problemes amb el subministrament de carbó, inadequació de les instal·lacions i restriccions de combustible. La situació econòmica de l'empresa empitjorà.

## Etapa dins l'INI
El 1952 passà a formar part de l'INI, modernitzant les instal·lacions i xarxes de distribució, a la vegada que adquiria la major part d'empreses productores i comercialitzadores de les illes. El 1957 s'instal·là una nova central a Alcúdia i el 1962 a Son Molines. L'any 1961 es va fer càrrec de les companyies que servien la resta d'illes. El 1968 entrà en funcionament la central tèrmica de Sant Joan de Déu a Palma. El 1975 entrà en funcionament l'enllaç submarí Mallorca-Menorca. El 1981 s'inaugurà la central d'es Murterar, que passà a generar el 87,3% de l'energia produïda a Mallorca Joan March i Ordinas
L'etapa dins l'INI durà fins al 1982, en aquesta època es va produir un creixement constant de la demanda elèctrica a causa del creixement de l'economia. Començà una etapa de reordenació de la producció i la distribució, inaugurant-se unes quantes centrals termoelèctriques, fins a completar les connexions i interconnexions que garantien la distribució a totes les illes (inclosa Formentera a partir dels anys 70).
El 1983 començà l'etapa de GESA a ENDESA, que encara ara es manté, també determinada pel creixement de la demanda i la producció, amb la construcció de noves centrals.